# Virtualnost
Virtualnost označava stanje u kojem nešto posjeduje potencijalnost prisutnosti bez materijalne aktualizacije - entitet koji bi trebao postojati u fizičkom prostoru, ali se manifestira kroz alternative modalitete postojanja. 
Riječ potječe iz francuske riječi virtuel (u mogućnosti djelovati, moguće) koja pak potječe iz latinskog virtus (vrlina, hrabrost, sposobnost, snaga, muškost).
Pierre Levy filozofski definira virtualnost kao nešto što postoji potencijalno, a ne zapravo. 
Općenito možemo razlikovati dvije vrste virtualnih prostora:
- u ograničenom ili zatvorenim prostoru (CD-ROM-ove, igre, simulacije ...) kao i one koje su
- dostupne preko interneta i otvorene za interakciju, transformacije, te poveznice na druge svjetove i okruženja.

Stoga je virtualna realnost nešto što u fizičkom smislu nije prisutno, ali je prisutno svojom funkcionalnošću ili djelovanjem.
Često se u fikcijama stvaraju virtualni likovi, kao na primjer, u računalnim igrama, stripovima ili crtani filmovima. Poznati virtualni likovi su, između ostalog: Max Headroom i Lara Croft.

## Korištenja (primjeri)
Na području fizike:
virtualna slika
virtualni rad
virtualna čestica
virtualno tlo (elektronika)
Računarstvo
virtualizacija kao metoda za dijeljenje resursa
virtualna realnost (engl.virtualni reality)
virtualna memorija
virtualni disk
virtualni server
Obrazovanje
virtualna učionica
Poslovni svijet
virtualna organizacija
virtualne radne skupine

## Vanjske poveznice
- Vjesnik-online:Virtualna stvarnost ili stvarna virtualnost[neaktivna poveznica]